# Platoon

NATO-Kartensymbol Infanteriezug befreundete / eigene Streitkräfte.

Platoon ist in anglophonen Streitkräften die Bezeichnung für einen militärischen Zug, eine aus ca. 40 Soldaten bestehende Teileinheit. Mehrere Platoons bilden eine Kompanie (company). Teileinheitsführer (Zugführer) ist in der Regel ein Offizier oder dienstälterer Feldwebeldienstgrad. Die Dienststellungsbezeichnung des Zugführers lautet Platoon leader, bei den US-Marines und in den meisten Armeen der Commonwealth-Länder Platoon commander.
Das militärische Symbol für ein Platoon sind drei einzelne Punkte (Platoon allgemein) bzw. ein liegendes Rechteck mit drei Punkten darüber (Platoon als einzelne Teileinheit).

## Wortherkunft
Das Wort platoon stammt vom französischen Substantiv peloton, welches im französischen Heer seit dem 17. Jahrhundert mit Peloton ebenfalls eine kleine Einheit bezeichnet. Dieses Wort geht auf frz. pelote („Knäuel“, eigentlich kleiner Haufen, vom lat.: pila, „Ball“, urspr. „Haarknäuel“) zurück.
| Englisch | Französisch | Bundeswehr        | Russisch      | Polnisch | Tschechisch | Türkisch |
| -------- | ----------- | ----------------- | ------------- | -------- | ----------- | -------- |
| Platoon  | Peloton     | Zug Schwarm/Kette | Взвод (Wswod) | Pluton   | Četa        | Takım    |

## US-Platoon
Ein platoon  besteht in der US Army aus 16 bis 40 Soldaten, unterteilt in zwei bis vier Squads, wobei eine Squad (dt. Gruppe) aus acht bis zehn Soldaten gebildet wird. Ein rifle platoon des United States Marine Corps besteht üblicherweise aus 39 Soldaten (drei Squads, unterteilt in jeweils drei fire teams zu je vier Marines plus Sanitäter, Zugfeldwebel und Zugführer). Angeführt wird ein platoon in der Army und beim Marine Corps von einem Second oder First Lieutenant, der von einem „Platoon Sergeant“ unterstützt wird, bei dem es sich meist um einen Sergeant First Class handelt. Ein platoon der US Navy SEALs besteht aus lediglich sechzehn speziell trainierten Elitesoldaten (davon zwei Offiziere).

## Britischer Platoon
In der British Army ist ein platoon in drei Gruppen (troops genannt) zu je acht Mann unterteilt. Angeführt wird der britische platoon gewöhnlich von einem Second oder First Lieutenant oder einem Captain, entweder assistiert von einem Platoon Sergeant, einem Warrant Officer oder einem Colour Sergeant.